# Кампо (Уеска)
Кампо (ісп. Campo) — муніципалітет в Іспанії, у складі автономної спільноти Арагон, у провінції Уеска. Населення — 246 осіб (2009).
Муніципалітет розташований на відстані близько 410 км на північний схід від Мадрида, 70 км на північний схід від Уески.
На території муніципалітету розташовані такі населені пункти: (дані про населення за 2009 рік)
- Беледер: 13 осіб
- Кампо: 342 особи

## Демографія
Динаміка населення (INE ):